# Багатурия, Георгий Александрович
Гео́ргий Алекса́ндрович Багату́рия (22 марта 1929, Москва, СССР — 7 февраля 2020, Москва, Россия) — советский и российский философ, специалист по социальной философии и марксоведению, один из ведущих исследователей марксизма в мире. Доктор философских наук, профессор, заслуженный деятель науки РСФСР (1989).

## Биография
Родился 22 марта 1929 года в Москве.
В 1952 году окончил философский факультет МГУ имени М. В. Ломоносова, специализируясь по кафедре логики.
В 1952—1992 годах — научный сотрудник сектора Маркса-Энгельса Института марксизма-ленинизма при ЦК КПСС. Один из ведущих специалистов по подготовке 50-томного русскоязычного издания сочинений Маркса и Энгельса.
В 1972 году защитил диссертацию на соискание учёной степени кандидата философских наук по теме «Место „Немецкой идеологии“ Маркса и Энгельса в истории марксизма».
В 1973 году присвоено звание старшего научного сотрудника.
С 1981 года — руководитель группы по подготовке академического Полного собрания сочинений Маркса и Энгельса на языке оригинала (МЭГА), член международной редакционной комиссии этого издания.
В 1988 году защитил диссертацию на соискание учёной степени доктора философских наук по теме «Основные этапы становления и развития материалистического понимания истории в работах Маркса и Энгельса».
С 1992 года — научный сотрудник Российского центра хранения и изучения документов новейшей истории.
Профессор кафедры истории социально-политических учений факультета политологии МГУ имени М. В. Ломоносова. Читает общий курс лекций «История политических учений: зарубежные социально-политические учения XIX — начала XX в.», специальный курс «Критический анализ социально-политической концепции Маркса и Энгельса», «Диалектика как методология», ведёт межфакультетский факультатив «Теория Маркса и социально-политические концепции XX в.».
К области научных интересов относятся история марксизма, материалистического понимания истории, философские рукописи Маркса и Энгельса.
Автор более 100 публикаций по вопросам марксоведения, истории и теории марксизма, в том числе 3 учебно-методических пособий.
Стаж научно-педагогической работы почти 50 лет. Подготовил пять кандидатов наук.

## Научная деятельность
Г. А. Багатурия рассматривает наследие Маркса и Энгельса как научную теорию, а своей сверхзадачей считает выявление её подлинного содержания с целью использовать и развить её полезные стороны и приспособить к условиям современного мира. Он критикует господствовавшую одно время в СССР вульгаризацию и искажение марксизма, псевдомарксизм, суть общества «реального социализма», а также некомпетентную критику марксизма со стороны антикоммунистов.
Г. А. Багатурия подходит к наследию Маркса и Энгельса исторически, что находит своё отражение в трёх взаимосвязанных особенностях:
- рассмотрение в границах их эпохи, в которой жили Маркс и Энгельс, их концепции;
- выявление становления и развития их взглядов в динамике;
- поиск возможности использовать и дальше развивать положительные особенности содержания их теории, но лишь с непосредственным учётом новых исторических условий в современную эпоху, как и быстрого изменения этих самых условий.

Г. А. Багатурия путём синтеза содержательного и формального анализа изучил логическое строение теории Маркса и Энгельса в её целостности наряду с важнейшими из их произведений. Исторический материализм Г. А. Багатурия истолковывает, как включающий в себя осознание исторической особенности взаимодействия сознания и бытия, как и их определённое «переворачивание» соотношения в будущем обществе. Им найден своеобразный «закон периферийного развития» (возникновение на «периферии» старой системы новой), а также некоторый всеобщий закон развития систем. Он рассматривает марксистскую методологию научного предвидения будущего как историческую экстраполяцию, в основе которой лежит материалистическое понимание истории.
Наряду с положительными сторонами марксистской теории Г. А. Багатурия также обнаружил в ней целый ряд внутренних противоречий. Им предложено новое толкование главной составляющей концепции коммунизма об уничтожении частной собственности на средства производства. Проявляется в том, что имеет место снятие, а никак не простое уничтожение. Это находит своё выражение в обобществление не всех, а лишь общественных (не индивидуальных) средств производства. При этом не обязательно всё воплощается в виде установлении права всего общества в целом на собственность. Марксистская идея об уничтожении старой государственной машины истолковывается Г. А. Багатурией как уничтожение бюрократизма, то есть отчуждённой от общества исполнительной власти.
В конце 1980-х годов Г. А. Багатурия, осмысляя внутренние противоречия теории Маркса и Энгельса, сделал вывод о том, что имеет место односторонность и необходимость в проверке на прочность трудовой теории стоимости, которая выступает одним из краеугольных камней всего марксизма. По его мнению, это должно привести не к полному отрицанию марксистской теории, а способствовать её существенной переработке, необходимому и плодотворному преобразованию и углублению, с дальнейшим сохранением и развитием её полезных сторон.
"Лучшим, вероятно, знатоком творчества Маркса и Энгельса в нашей стране", называл Багатурия А. Баллаев.

## Награды
- Заслуженный деятель науки РСФСР (почётное звание присвоено Указом Президиума Верховного Совета РСФСР в 1989 г. за заслуги в научной и педагогической деятельности)[3].
- Благодарность ректора МГУ имени М. В. Ломоносова (приказом № 108 от 24 февраля 2014 года за многолетнюю плодотворную научно-педагогическую деятельность на благо Московского университета и в связи с юбилеем)[3]

## Научные труды

### Монографии
- Багатурия Г. А. Социально-политическая концепция Маркса и Энгельса. — М.: Издательство Московского университета, 2011. — 176 с.
- Багатурия Г. А. Размышления марксоведа. — Пушкино: Центр стратегической конъюнктуры, 2013. — 52 с. — ISBN 978-5-906233-11-0.
- Багатурия Г. А. Контуры грядущего. Избранные произведения / Под ред. А. Ю. Шутова, А. А. Ширинянца; Сост. А. А. Ширинянц; Подг. текстов Е. В. Бобровских при участии О. Д. Тальской и А. И. Волошина. М.: Издательство Московского университета, 2014. — 400 с. — (Библиотека факультета политологии МГУ). ISBN 978-5-19-010912-2

### Статьи
на русском языке
- Багатурия Г. А. «Тезисы о Фейербахе» и «Немецкая идеология» // Научно-информационный бюллетень сектора произведений К. Маркса и Ф. Энгельса. — 1965. — № 12.
- Багатурия Г. А. Из опыта изучения рукописного наследства Маркса и Энгельса. Реконструкция первой главы «Немецкой идеологии» // Источниковедение. Теоретические и методологические проблемы. М., 1969.
- Анти-Дюринг / Багатурия Г. А., Володин А. И. // А — Ангоб. — М. : Советская энциклопедия, 1969. — (Большая советская энциклопедия : [в 30 т.] / гл. ред.  А. М. Прохоров ; 1969—1978, т. 1).
- Багатурия Г. А. Маркс о предпосылках коммунистического преобразования общества // Вопросы философии. 1978. № 5.
- Багатурия Г. А. О специфических особенностях научного предвидения будущего в работах Маркса и Энгельса // Неформализованные элементы системного моделирования. М., 1980;
- Багатурия Г. А. Становление и развитие марксистской теории общественных формаций // Теория общественно-экономической формации. М., 1982;
- Нищета философии (Маркс) / Багатурия Г. А. // Никко — Отолиты. — М. : Советская энциклопедия, 1974. — (Большая советская энциклопедия : [в 30 т.] / гл. ред.  А. М. Прохоров ; 1969—1978, т. 18).
- Багатурия Г. А. «Восемнадцатое брюмера Луи Бонапарта» // Философский энциклопедический словарь / Гл. редакция: Л. Ф. Ильичёв, П. Н. Федосеев, С. М. Ковалёв, В. Г. Панов. — М.: Советская энциклопедия, 1983. — С. 92. — 840 с. — 150 000 экз.
- Багатурия Г. А. «Диалектика природы» // Философский энциклопедический словарь / Гл. редакция: Л. Ф. Ильичёв, П. Н. Федосеев, С. М. Ковалёв, В. Г. Панов. — М.: Советская энциклопедия, 1983. — С. 158—159. — 840 с. — 150 000 экз.
- Багатурия Г. А. «Капитал» // Философский энциклопедический словарь / Гл. редакция: Л. Ф. Ильичёв, П. Н. Федосеев, С. М. Ковалёв, В. Г. Панов. — М.: Советская энциклопедия, 1983. — С. 244—245. — 840 с. — 150 000 экз.
- Багатурия Г. А. «К критике гегелевской философии права» // Философский энциклопедический словарь / Гл. редакция: Л. Ф. Ильичёв, П. Н. Федосеев, С. М. Ковалёв, В. Г. Панов. — М.: Советская энциклопедия, 1983. — С. 237—238. — 840 с. — 150 000 экз.
- Багатурия Г. А. «Классовая борьба во Франции с 1848 по 1850 г.» // Философский энциклопедический словарь / Гл. редакция: Л. Ф. Ильичёв, П. Н. Федосеев, С. М. Ковалёв, В. Г. Панов. — М.: Советская энциклопедия, 1983. — С. 259—260. — 840 с. — 150 000 экз.
- Багатурия Г. А. «Критика Готской программы» // Философский энциклопедический словарь / Гл. редакция: Л. Ф. Ильичёв, П. Н. Федосеев, С. М. Ковалёв, В. Г. Панов. — М.: Советская энциклопедия, 1983. — С. 285. — 840 с. — 150 000 экз.
- Багатурия Г. А. «Людвиг Фейербах и конец классической немецкой философии» // Философский энциклопедический словарь / Гл. редакция: Л. Ф. Ильичёв, П. Н. Федосеев, С. М. Ковалёв, В. Г. Панов. — М.: Советская энциклопедия, 1983. — С. 330. — 840 с. — 150 000 экз.
- Багатурия Г. А. «Манифест Коммунистической партии» // Философский энциклопедический словарь / Гл. редакция: Л. Ф. Ильичёв, П. Н. Федосеев, С. М. Ковалёв, В. Г. Панов. — М.: Советская энциклопедия, 1983. — С. 337—339. — 840 с. — 150 000 экз.
- Багатурия Г. А. Маркс, Карл // Философский энциклопедический словарь / Гл. редакция: Л. Ф. Ильичёв, П. Н. Федосеев, С. М. Ковалёв, В. Г. Панов. — М.: Советская энциклопедия, 1983. — С. 342—344. — 840 с. — 150 000 экз.
- Багатурия Г. А. «Немецкая идеология» // Философский энциклопедический словарь / Гл. редакция: Л. Ф. Ильичёв, П. Н. Федосеев, С. М. Ковалёв, В. Г. Панов. — М.: Советская энциклопедия, 1983. — С. 420—421. — 840 с. — 150 000 экз.
- Багатурия Г. А. «Нищета философии» // Философский энциклопедический словарь / Гл. редакция: Л. Ф. Ильичёв, П. Н. Федосеев, С. М. Ковалёв, В. Г. Панов. — М.: Советская энциклопедия, 1983. — С. 438. — 840 с. — 150 000 экз.
- Багатурия Г. А. «Происхождение семьи, частной собственности и государства» // Философский энциклопедический словарь / Гл. редакция: Л. Ф. Ильичёв, П. Н. Федосеев, С. М. Ковалёв, В. Г. Панов. — М.: Советская энциклопедия, 1983. — С. 538. — 840 с. — 150 000 экз.
- Багатурия Г. А. «Святое семейство» // Философский энциклопедический словарь / Гл. редакция: Л. Ф. Ильичёв, П. Н. Федосеев, С. М. Ковалёв, В. Г. Панов. — М.: Советская энциклопедия, 1983. — С. 599. — 840 с. — 150 000 экз.
- Багатурия Г. А. «Тезисы о Фейербахе» // Философский энциклопедический словарь / Гл. редакция: Л. Ф. Ильичёв, П. Н. Федосеев, С. М. Ковалёв, В. Г. Панов. — М.: Советская энциклопедия, 1983. — С. 791—792. — 840 с. — 150 000 экз.
- Багатурия Г. А. «Экономическо-философские рукописи» // Философский энциклопедический словарь / Гл. редакция: Л. Ф. Ильичёв, П. Н. Федосеев, С. М. Ковалёв, В. Г. Панов. — М.: Советская энциклопедия, 1983. — С. 671—672. — 840 с. — 150 000 экз.
- Багатурия Г. А. О некоторых особенностях развития марксизма как теоретической системы // Вопросы философии. 1983. № 1.
- Багатурия Г. А. Категория «производительные силы» в теоретическом наследии Маркса и Энгельса // Вопросы философии. 1983. № 9.
- Багатурия Г. А. К. Маркс, Ф. Энгельс, В. И. Ленин о социализме и коммунизме // О социализме и коммунизме: Сборник / К. Маркс, Ф. Энгельс, В. И. Ленин. — М.: Политиздат, 1986.
- Багатурия Г. А. К. Маркс о демократии // К. Маркс, Ф. Энгельс, В. И. Ленин: О демократии. — М.: Политиздат, 1988.
- Багатурия Г. А. Отрицательный результат научного поиска нельзя считать окончательным // Отечественные архивы. 1999. № 6
- Багатурия Г. А. Становление теоретического содержания и логическая структура «Манифеста Коммунистической партии» // Предисловие и комментарии к новому изданию Манифеста Коммунистической партии. К. Маркс, Ф. Энгельс: Манифест Коммунистической партии. 160 лет спустя. Первая программа международного коммунистического движения с комментариями начала XXI века, серия Социально-политическая мысль, место издания. — Владикавказ: ВИУ, 2007.
- Багатурия Г. А. «К вопросу о развитии марксистской теории формационного преобразования общества» / Социализм-XXI. 14 текстов постсоветской школы критического марксизма, место издания Культурная революция. — М., 2009.
- Багатурия Г. А. К вопросу о трудовой теории стоимости. // Учение Макса XXI век: Капитал. Формации. Противоречия. (К 190-летию со дня рождения). — М.: URSS, 2010.
- Багатурия Г. А. Становление теоретического содержания и логическая структура «Манифеста Коммунистической партии» в сборнике Материалы Международной научной конференции «Политика в текстах — тексты в политике: наука истории идей и учений» (к 40-летию кафедры истории социально-политических учений факультета политологии МГУ имени М. В. Ломоносова) 28-29 октября 2011 года. Т. 1— М.: «Российская политическая энциклопедия (РОССПЭН)», 2011. — С. 115—127 DOI
- Багатурия Г. А. «Роль Ф. Энгельса в судьбе марксизма» / SCHOLA-2011: Сборник научных статей факультета политологии Московского государственного университета имени М. В. Ломоносова / Под общ. ред. А. Ю. Шутова и А. А. Ширинянца; сост. А. И. Волошин. — Издательский дом «Политическая мысль». — М., 2012.

на других языках
- Bagaturia G. A. Gesamtverzeichnis des Marx-Engels-Briefwechsels // MEGA-Studien 1996/2. — Berlin: Dietz Verlag Berlin, 1997, S. 113—117
- Marx-Engels-Nachlaß, its Publication, and some Problems of Marxist Theory of the Communist Transformation of Society. [Наследие Маркса и Энгельса, их публикации и некоторые проблемы марксистской теории трансформации общества] // Материалы международной конференции «Социализм в 21 веке» (март, 2000). — Пекин, 2000
- Bagaturia G. A. «Die Briefpartner von Karl Marx und Friedrich Engels. [Корреспонденты (переписка) Карла Маркса и Фридриха Энгельса]» // Politische Netzwerke durch Briefkommunikation. Briefkultur der politischen Oppositionsbewegungen und frühen Arbeiterbewegungen im 19. Jahrhundert, место издания Akademie Verlag. — Berlin, 2002.
- Bagaturia G. A. «Marx-Engels-Nachlass, its Publication, and some Problems of Marxist Theory of the Communist Transformation of Society. [Наследие Маркса и Энгельса, их публикации и некоторые проблемы марксистской теории трансформации общества]» // Материалы международной конференции «Социализм в 21 веке» (март, 2000), место издания Пекин.

## Публицистика
- Багатурия Г. А. «О возможных законодательных инициативах депутатов и фракций левой ориентации нового состава Государственной Думы. Размышления марксоведа» // Экономическая и философская газета. — 2012. — № 3.
- Багатурия Г. А. «Реальный социализм» с точки зрения классического" марксизма // Экономическая и философская газета. — 2011. — № 11.
- Багатурия Г. А. «Что такое пролетариат XXI века?» // Экономическая и философская газета. — 2011. — № 40-41.